# Appelle mon numéro
Appelle mon numéro (рус. Набери мой номер) — второй сингл с седьмого студийного альбома Point de Suture французской певицы Милен Фармер в жанре электропоп. Он занял первую строчку в Топ-50 Франции, после чего удерживался в нём на протяжении всего начала 2009 года. За два месяца он также занял 32 место по продаваемости синглов в 2008 году.
Сингл получил большее количество положительных отзывов, чем предыдущая работа «Dégénération» ввиду своей лёгкой и позитивной тематики, и в целом, чаще показывался на ТВ и радио (в отличие от провокационного предшественника).

## История выпуска
К концу августа 2008 года, когда альбом Point de Suture был доступен в цифровом формате, несколько сайтов анонсировали «Appelle mon numéro» как следующий сингл певицы, другие ресурсы заявляли лишь о такой вероятности. Так или иначе, информация не была подтверждена вплоть до 12 сентября 2008 года. В этот день, трек, в качестве промоушена, был разослан на радиостанции, где и поступил в радиоэфир в формате Radio edit version. 9 октября сайт «Cede.ch» объявил о дате релиза — 9 октября 2008 года «Appelle mon numéro» должен был выйти в виде 2 CD макси синглах. Два дня спустя Amazon.fr и Alapage.com анонсировали ещё два формата: digipack CD maxi и винил. Обложка CD maxi появилась 19 октября 2008 года, а для компакт диска — 21 октября.

## Музыка и текст
Этот трек, именуемый «поп-балладой», использует акустическую гитару. Психолог Хьюгес Роэр (Hugues Royer) сказал, что песня повествует о любви по телефону, в которой Фармер надеется на возвращение возлюбленного и встречи с ним. Он также отметил, что «самый красивый жест» для певицы — это «положение головы на подушке», что символизирует «вход в историю» самой Милен.

## Видеоклип
8 октября некоторые представители СМИ заявили, что музыкальное видео было снято за два дня в течение 4 и 5 октября, на студии в Сент-Уан (Saint-Ouen), Франция. Согласно первоначальному замыслу, трансляцию клипа планировалось провести 22 октября. Однако, согласно «Polydor Records», она, с целью окончания монтажа, была перенесена на 29 октября. Режиссёром видео выступал Benoît Di Sabatino, который также работал над клипами «C’est une belle journée», «L’amour n’est rien…» (для Милен) и «Drôle de creepie» (для певицы Lisa). Первые скриншоты появились 17 октября 2008 года. Полная версия клипа была доступна в сети Интернет 22 октября. Jeunes Reims выбрал клип «Appelle mon numéro» в номинации «Видео месяца». 17 ноября 2008 года видео было доступно в цифровой форме на официальных сайтах загрузки.
В клипе нет сценария. Кроме того, в нём используется радио-версия песни. Милен лежит на огромной белой кровати, в то время как её осыпают четырьмя разными видами цветов, что символизирует четыре сезона (показанные в форме засохших листьев, дождя, снега и солнца). В каждом из сезонов на Фармер надета разная одежда. В руках она держит хрустальный шар, подушку, телефон, порванную обувь. Иногда певица появляется в очках, иногда с зонтиком. Видео заканчивается так же, как и начиналось — показывается спящая Милен.
«Appelle mon numéro» хорошо восприняли СМИ. Сайт «Virgin» отметил, что клип выглядит «свежим и красочным», и выражает «непослушность и детскость певицы». Согласно «Obiwi», видео «райски сладкое», и автор утверждает «что оно взято из сказки о феях». «Musique.evous» отмечает, что Фармер кажется в клипе «удивительно счастливой», и выставляет на показ «поп-икону в новом свете». Однако, сайт «Plurielles» критиковал видео за «глупость», что не будет цениться поклонниками певицы, добавляя, что эта черта изображает Фармер «как слегка откровенную девчонку». Однако, большинству фанатов видео понравилось за свежесть, цвета и улыбки. Меньшинство критиковало клип за нехватку вдохновения.

## Критика. Обзоры
В общем и целом сингл был положительно встречен критиками. Согласно La Meuse в песне «доминирует гласность». Télé Moustique заявил, что «упрямство и свежесть песни почти заставляет забыть припев». Сайт «Cité Gay» отмечает, что «песня довольно приятна, но она не вызывает неудержимого желания тут же её переслушать». Газета «Le Petit Journal» отмечает, что «песня — это сплошная нежная непокорность, с привлекательной композиционной составляющей». Backchichinfo заявил: «„Appelle mon numéro“ удерживает внимание слушателя эффектным текстом и бесспорной свежестью». Согласно Royer песня демонстрирует смысл «праздного юмора» и «музыкально успешна».
Некоторые рецензии выражали смешанное отношение к синглу. Так, к примеру, ресурс Hit Muse Mag заявил: «У песни „Appelle mon numéro“ минималистский текст». Критики обвиняли Милен в устаревших выражениях, претенциозной лексике… «Убогую мелодию легко запомнить. Мы задавались вопросом, почему, углубившись в бездну мрачной и болезненной поэзии, Милен Фармер не использовала свои обширные лексические познания, умышленно предпочитая незатейливость, примитивизм». Le Matin считает, что благодаря этой песне «Фармер почти достигла предела лёгкости: душевная мелодия, простой текст».

## Чарты
8 ноября 2008 года сингл стартовал с первой позиции на французском хит-параде SNEP, продавшись в размере 16 236 копий. Он стал шестым синглом номер-один для Фармер во Франции. Спустя неделю продажи упали, опустив планку до третьей позиции, с размером в 5.376 (-66 %), и продолжали постепенно снижаться (хотя ситуация несколько улучшилась во время Рождественских праздников). Сингл пробыл пять недель в десятке лучших, 21 неделю в топ-50, и 36 недель в топ-100. «Appelle mon numéro» также вошёл в цифровой чарт под двадцать восьмым номером 8 ноября 2008 года, прежде чем понизился, и сохранялся в чарт-листе top-50 лучших песен, в течение восьми недель.
В Бельгии сингл стартовал 15 ноября 2008 год с 12 позиции Ультратоп-40; после семи недель добрался до 7 номера; в общей сложности оставался в топе в течение 14 недель. В Швейцарии сингл дебютировал 16 ноября 2008 года с 53 позиции, затем упал до 89 позиции и вышел из чарта. Во Франции сингл чаще выходил в радиоротацию, в отличие от «Dégénération». Он достиг 34 позиции на четвёртой неделе в чарте. Видео достигло 13 позиции на телевидении Muzicast на второй неделе, в то время как сингл достиг максимума — 42-й позиции, на пятой неделе 4 декабря 2008 года. Песня часто была в эфире в таких странах, как Украина, Литва, Россия. В Москве и Санкт-Петербурге она достигла 16 позиции в 2008 и 2009 годах, а также стала 98 хитом за 2010 год во всей стране.

## Промоушен и живые выступления
Песня активно продвигалась по французскому каналу TF1: два рекламных ролика 20 и 30 секунд были показаны в конце октября и в начале ноября. В начале декабря 2008 года появился полутораминутный тизер. Милен Фармер выступила с песней 13 декабря 2008 года на канале France 2 в телевизионном шоу «Ça ne finira jamais», посвящённому Джонни Холлидею. Певица сидела около окна и была одета в то же одеяние, что и на обложке сингла, плюс несколько колец-черепов на руках. Песня была исполнена во время тура 2009 года: для этого раза Милен надела короткое блестящее платье с красным капюшоном.

## Список композиций
- CD single

| №  | Название                              | Длительность |
| -- | ------------------------------------- | ------------ |
| 1. | «Appelle mon numéro» (single version) | 5:32         |
| 2. | «Appelle mon numéro» (instrumental)   | 5:32         |

- CD maxi — Digipack

| №  | Название                                      | Длительность |
| -- | --------------------------------------------- | ------------ |
| 1. | «Appelle mon numéro» (single version)         | 5:32         |
| 2. | «Appelle mon numéro» (Greg B. remix)          | 5:56         |
| 3. | «Appelle mon numéro» (Manhattan Clique remix) | 7:33         |
| 4. | «Appelle mon numéro» (MHC Star 69 remix)      | 4:15         |

- 12" maxi

| №  | Название                                                | Длительность |
| -- | ------------------------------------------------------- | ------------ |
| 1. | «Appelle mon numéro» (single version)                   | 5:32         |
| 2. | «Appelle mon numéro» (Greg B. remix)                    | 5:56         |
| 3. | «Appelle mon numéro» (Manhattan Clique X directory dub) | 6:39         |
| 4. | «Appelle mon numéro» (MHC Star 69 remix)                | 4:15         |

- 12" maxi — Promo — Remixes

| №  | Название                                                | Длительность |
| -- | ------------------------------------------------------- | ------------ |
| 1. | «Appelle mon numéro» (Greg B. remix)                    | 5:56         |
| 2. | «Appelle mon numéro» (Manhattan Clique X directory dub) | 6:39         |

- Digital download

| №  | Название                                      | Длительность |
| -- | --------------------------------------------- | ------------ |
| 1. | «Appelle mon numéro» (album version)          | 5:32         |
| 2. | «Appelle mon numéro» (instrumental)           | 5:32         |
| 3. | «Appelle mon numéro» (Greg B. remix)          | 5:56         |
| 4. | «Appelle mon numéro» (Manhattan Clique remix) | 7:33         |
| 5. | «Appelle mon numéro» (MHC Star 69 remix)      | 4:15         |
| 6. | «Appelle mon numéro» (2009 live version)      | 7:10         |
| 7. | «Appelle mon numéro» (video)                  |              |

- CD single — Promo

| №  | Название                          | Длительность |
| -- | --------------------------------- | ------------ |
| 1. | «Appelle mon numéro» (radio edit) | 4:10         |

- CD single — Promo — Club Remixes

| №  | Название                                          | Длительность |
| -- | ------------------------------------------------- | ------------ |
| 1. | «Appelle mon numéro» (Greg B. remix edit)         | 3:35         |
| 2. | «Appelle mon numéro» (Manhattan Clique club edit) | 3:45         |

- CD maxi — Promo

| №  | Название                                                | Длительность |
| -- | ------------------------------------------------------- | ------------ |
| 1. | «Appelle mon numéro» (Greg B. remix)                    | 5:56         |
| 2. | «Appelle mon numéro» (Mahnattan Clique X directory dub) | 6:39         |
| 3. | «Appelle mon numéro» (Manhattan Clique remix)           | 7:33         |
| 4. | «Appelle mon numéro» (MHC Star 69 remix)                | 4:15         |
| 5. | «Appelle mon numéro» (single version)                   | 5:32         |

## Релизы
| Дата             | Лейбл   | Регион                      | Формат                  | Каталог   |
| ---------------- | ------- | --------------------------- | ----------------------- | --------- |
| 12 Сентября 2008 | Polydor | Бельгия, Франция, Швейцария | CD single — Promo       | 12050     |
| 12 Сентября 2008 | Polydor | Бельгия, Франция, Швейцария | CD club remixes — Promo | 12073     |
| 12 Сентября 2008 | Polydor | Бельгия, Франция, Швейцария | 12" — Promo             | 12074     |
| 12 Сентября 2008 | Polydor | Бельгия, Франция, Швейцария | CD remixes — Promo      | 12075     |
| 3 Ноября 2008    | Polydor | Бельгия, Франция, Швейцария | CD single               | 531 355-1 |
| 3 Ноября 2008    | Polydor | Бельгия, Франция, Швейцария | CD maxi                 | 531 355-2 |
| 3 Ноября 2008    | Polydor | Бельгия, Франция, Швейцария | 12"                     | 531 355-3 |

## Официальные версии
| Версия                            | Продолжительность | Альбом          | Ремикс от        | Год  | Комментарий |
| --------------------------------- | ----------------- | --------------- | ---------------- | ---- | --- |
| Album version                     | 5:30              | Point de Suture | —                | 2008 | См. выше |
| Instrumental                      | 5:32              | —               | —                | 2008 | В ней отсутствует вокал. |
| Radio edit                        | 4:13              | —               | —                | 2008 | Второй куплет сокращен. Последний припев удален. Конец песни постепенно «затухает». |
| Music video                       | 4:35              | —               | —                | 2008 | Подобно radio edit version, версия этой песни не обрывается, а постепенно исчезает. |
| Greg B. remix                     | 5:57              | —               | Greg B.          | 2008 | После полутораминутного музыкального введения, в котором повторяются слова 'Appelle mon numéro', эта танцевальная техно-версия песни содержит только лирику из припева. После первых четырёх минут, многие 'la la la la', 'appelle-moi' и 'appelle mon numéro' многократно повторены с изменённым музыкальным пассажем. |
| Greg B. remix edit                | 3:35              | —               | Greg B.          | 2008 | |
| MHC Star 69 remix                 | 4:15              | —               | Manhattan Clique | 2008 | Эта акустическая версия содержит всю лирику песни. Музыкальные сочленения сокращены, последние два припева удалены. |
| Manhattan Clique remix            | 7:34              | —               | Manhattan Clique | 2008 | Эта техно-версия песни начинается с припева. Лирика не подвергалась сокращению. Также присутствует расширенный припев с многочисленными повторениями 'a… pelle mon numéro'. |
| Manhattan Clique X directory club | 6:39              | —               | Manhattan Clique | 2008 | |
| Manhattan Clique club edit        | 3:45              | —               | Manhattan Clique | 2008 | |
| MHC disconnected remix            | 5:56              | —               | Manhattan Clique | 2008 | Эта версия была доступна только на телефоне SFR Walkman Sony Ericsson. |
| Music video                       | 4:35              | —               | —                | 2008 | Песня практически идентична сингл-версии, однако музыкальное сопровождение сокращено, последний припев удален, трек не обрывается, а постепенно исчезает. |
| Live version (recorded in 2009)   | 7:10              | N°5 On Tour     | —                | 2009 | Это live-версия песни, начинается с музыкальной интерлюдии, длящейся полторы минуты. |

## Участники записи
Ниже приведен список лиц, участвовавших в создании сингла.

| - Милен Фармер — лирика. - Лоран Бутонна — музыка. - Джон Ноллет — фотография. - Генри Ной — дизайн. - Isiaka — издание. - 2008 Stuffed Monkey. - Выпущено в Евросоюзе. Manhattan Clique remix и Manhattan Clique-X directory dub - Manhattan Clique — ремиксы, дополнительное производство. - Филип Ларсен, Крис Смит — клавишные инструменты. MHC Star69 remix - Manhattan Clique — ремиксы, дополнительное производство. - Филип Ларсен — клавишные инструменты. - Ли Тернер — гитара. |

## Чарты и продажи
| Чарт (2008/09)                   | Лучшая позиция |
| -------------------------------- | -------------- |
| Belgian (Wallonia) Singles Chart | 7              |
| Eurochart Hot 100                | 13             |
| French Digital Chart             | 22             |
| French SNEP Singles Chart        | 1              |
| Swiss Singles Chart              | 53             |

| End of year chart(2008)          | Позиция |
| -------------------------------- | ------- |
| French Singles Chart             | 32      |
| End of year chart (2009)         | Позиция |
| Belgian (Wallonia) Singles Chart | 90      |
| Eurochart Hot 100                | 78      |
| French Singles Chart             | 100     |

### Продажи
| Страна  | Сертификация | Продажи                                                                        |
| ------- | ------------ | ------------------------------------------------------------------------------ |
| Франция | —            | 53,730 (42,730 in 2008) (физических носителей) + 11,200 (загруженных) = 65,000 |